# 자기확증문서
|                                                       |
| 증거법                                                |
| 영미법 시리즈                                         |
| 증거의 종류                                           |
| 증언 · 물증                                           |
| 전자증거 · 무죄입증 증거                              |
| 과학적 증거 · 물적 증거                               |
| 목격자지목 · DNA증거                                  |
| 거짓말                                                |
| 관련성                                                |
| 입증책임 · 증거기초                                   |
| 공공복리예외 · 오염 · 성격증거                        |
| 습관증거 · 유사사실                                   |
| 진위확인                                              |
| 관리 연속성 · 주지의 사실                             |
| 최량증거원칙 · 자기확증문서 · 오래된 문서             |
| 증인                                                  |
| 증인적격 · 증언거부특권                               |
| 직접신문 · 교호신문 · 재직접신문                      |
| 탄핵증거                                              |
| 기록된 기억 · 전문가증언                              |
| 사망자 규정                                           |
| 전문증거와 예외                                       |
| 영국법 · 미국법                                       |
| 자백 · 업무상 기록                                    |
| 흥분 상태의 언급 · 임종시의 진술                      |
| 일방 당사자의 자인 · 오래된 문서                      |
| 이익에 반하는 진술 · 현장성 감각 인상 · 부대상황 사실 |
| 권위학술서 · 비언어적 행동                            |
| 미국법의 다른 영역                                    |
| 계약법 · 불법행위법                                   |
| 재산법 과 미국의 유언신탁법                           |
| 형법 · 증거법                                         |

자기확증문서 혹은 당연 진정성립 문서란 미국의 증거법상 추가적 증명없이 문서의 내용을 증거로 인정할 수 있는 문서를 말한다. 자기확증문서로는 공증된 공문서 및 사업체 기록, 정부공식간행물, 신문이나 잡지기사, 상품 라벨, 공증된 문서, 상업어음 등이 있다. 개인이 작성한 유언장은 증인의 증언이나 필체 감식등 확인과정을 거쳐야 하므로 자기확증문서가 아니다. 

## 사례
- 통조림통에 "위키식품"이라고 라벨이 되어 있는 경우, 부가적 증명행위 없이 통조림이 위키식품에서 제조되었다고 본다.

## 예
- 비지니스이나 관공서 기록의 공증된 등본: *자동차 등록증 양식의 등본
- 공공 기관에서 발행되는 공식 출판물: 연방항공기구의 공식간행물인 항공안전규정 팜플렛
- 신문 및 정기 간행물: 뉴스위크지나 월스트리트 저널
- (소유 또는 통제를 나타내는)  무역 비문이나 라벨
- 인정 문서- 진위공증 인증이 부착
- 통일상법전에 의해 허가 된 범위 하 기업 어음에 서명

## 참고 문헌
- 아서 베스트, 미국 증거법 (사례와 해설), 탐구사 2009. ISBN 978-89-89942-20-7